# 20. Flak-Brigade
Die 20. Flak-Brigade war ein Kampfverband in Brigadestärke der Luftwaffe im Zweiten Weltkrieg. Die Aufstellung des Brigadestabes erfolgte am 17. April 1943 unter dem Kommando von Oberst Wolfgang Bayer.

## Einsatzgeschichte
Der Brigadestab ging durch Umwandlung des Regimentsstabes des Flak-Regiments 175 hervor und trug zunächst die Bezeichnung Flugabwehrkommando Stuttgart, später Flak-Brigade XX. Der Gefechtsstand befand sich in Stuttgart Am Tatzelwurm. Dem Brigadestab oblag die operative Führung aller in Süddeutschland stationierten Flak-Verbände. Im Einzelnen unterstanden ihm das
- Flak-Regiment 68 als Flak-Gruppe Karlsruhe
- Flak-Regiment 75 als Flak-Gruppe Stuttgart sowie das
- Flak-Regiment 96 als Flak-Gruppe Friedrichshafen.

So standen im Großraum Stuttgart 15, in Karlsruhe 11 und in Friedrichshafen 22 schwere Flak-Batterien. Nach der Alliierten Invasion in der Normandie wurde der Brigadestab am 21. Juni 1944 aus seinem bisherigen Aufgaben herausgelöst und gen Westen in den Bereich des Feld-Luftgaukommandos Belgien-Nordfrankreich verlegt. Dort übernahm der Brigadestab die Führung der Flakkräfte im Raum Doullens-Arras-Amiens-Abbeville mit Gefechtsstand in Doullens, später Rotterdam mit folgenden Regimentern:
- Flak-Regiment 11
- Flak-Regiment 20
- Flak-Regiment 89
- Flak-Regiment 129
- Flak-Regiment 132 sowie das
- Flakscheinwerfer-Regiment 132

Durch ständige Umgruppierungen und Herauslösungen von Flak-Regimentern, unterstanden am 20. September 1944 die Flak-Regimenter 20, 100, 129 sowie das Flakscheinwerfer-Regiment 195. Aus nicht verifizierbaren Gründen, wurde der Brigadestab jedoch am 23. Oktober 1944 aufgelöst und zunächst unter der Bezeichnung Flak-Brigade z. b. V. weitergeführt, bis er am 31. Januar 1945 als 9. Flak-Brigade neu aufgestellt wurde.

## Weiterführung alsFlak-Brigade z.b.V.
Nach der organisatorischen Neuaufstellung der Brigade am 23. Oktober 1944, die weiterhin unter dem Kommando von Oberst Bayer stand, wurde der Brigadestab der 16. Flak-Division mit Gefechtsstand in Huis ter Heide aufgestellt. Ihre Hauptaufgabe bestand im Auffangen von zurückflutenden Flak-Luftwaffeneinheiten und deren geordnete Neuaufstellung. Am 6. Dezember 1944 verfügte sie über 18 schwere und 42 mittlere und leichte Flak-Batterien. Die unterstellten Regimenter sind nicht bekannt geworden. Am 31. Januar 1945 ging der Briagdestab unter seiner neuen Bezeichnung 9. Flak-Brigade auf.